# Miconia secunda
Miconia secunda är en tvåhjärtbladig växtart som beskrevs av Richard Alden Howard och E.A.Kellogg. Miconia secunda ingår i släktet Miconia och familjen Melastomataceae. Inga underarter finns listade i Catalogue of Life.